# Joseph Alexander Wonsidler
Joseph Alexander Wonsidler (* 18. Dezember 1791 in Graz; † 21. September 1858 ebenda) war ein österreichischer Maler.

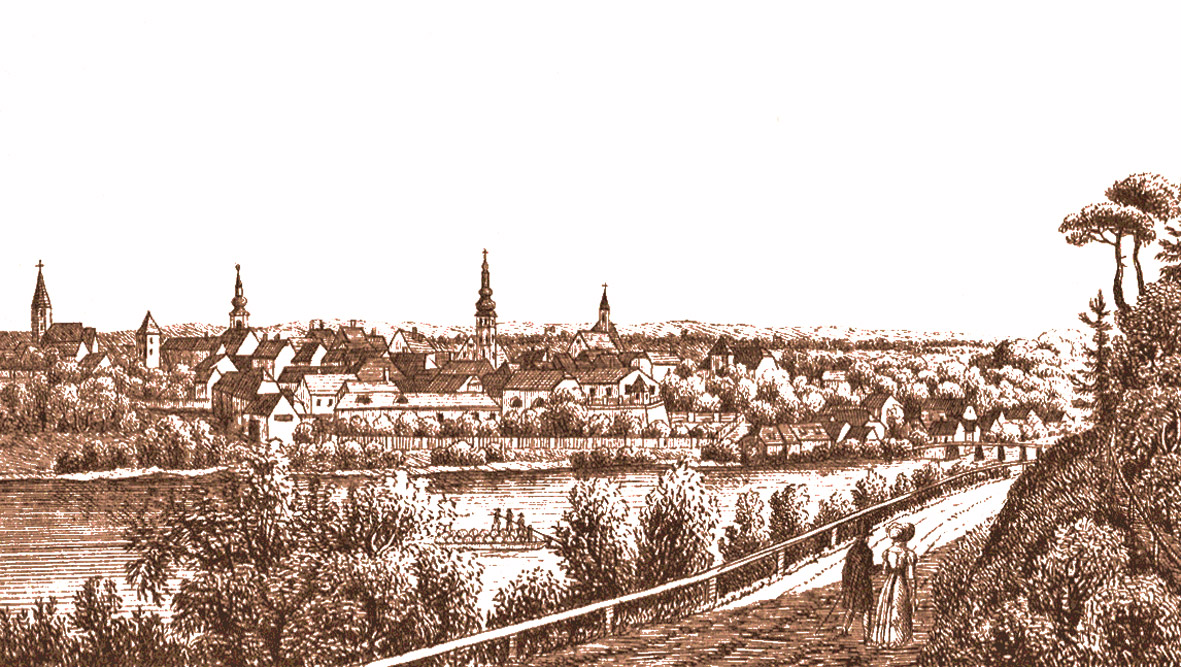
Lithographie von Joseph Alexander Wonsidler, ca. 1833, Stadt Radkersburg.

## Leben
Wonsidler wurde als Sohn einer im Bezirk der Grazer Dompfarrei ansässigen Familie geboren. Er besuchte hier die Schule und belegte anschließend das Fach Rhetorik am Grazer Lyzeum. Da sein Vater, ein Staatsbeamter, früh starb, musste er sein Studium aus finanziellen Gründen abbrechen. In einem Handelsunternehmen für Eisenwaren im slawonischen Esseg, das, wie es scheint, von Angehörigen betrieben wurde, absolvierte er eine kaufmännische Ausbildung. Anschließend übersiedelte er nach Wien und begann eine Tätigkeit im Kunsthandel. In dieser Zeit entdeckte Wonsidler, wie es scheint, seine Hinneigung zur Malerei. Nach einem kurzen Lebensabschnitt in Budapest studierte er ab dem Jahre 1821 an der Akademie der bildenden Künste in Wien bei den Professoren Johann Peter Krafft und Anton Petter. Im Jahre 1824 schloss er sein Studium mit dem Diplom eines „akademischen Historienmalers“ ab.
Später ließ sich Wonsidler wieder in Graz nieder, wo die meisten seiner Werke entstanden. Viele Aufträge erhielt er von kirchlichen und adligen Auftraggebern. Er schuf überwiegend Historiengemälde mit religiöser Thematik für Landkirchen und Kapellen, jedoch auch Porträts und Landschaftsbilder für Privathäuser. Im September 1858 verstarb Wonsidler, als Porträt- und Kirchenmaler hoch angesehen, im Haus Nr. 429 der Grazer Vorstadt Münzgraben. Seine Bilder sind heute insbesondere in der Steiermark und in Kärnten zu finden.

## Werke
- 1829 Grazer Stadtführer. Grätzer Taschenbuch für das Jahr 1829 mit 30 lithographischen Ansichten der interessantesten Partien dieser Gegend.
- vor 1833 Alte Kaiser-Suite, Lithografien: Stadt Radkersburg; Markt Gratwein; Ruine Gösting; Markt Leibnitz; Markt Mureck; Schloss Oberradkersburg; Markt Straß; Markt Wildon.
- 1840 Pfarrkirche Ebersdorf (Steiermark), Hochaltarblatt hl. Andreas
- 1844 Mariagrüner Kirche, Altarblatt Mutter der Barmherzigkeit
- um 1850 Stadtpfarrkirche hl. Martin in Hartberg, Rosenkranzbild
- 1856 Pfarrkirche Riegersburg, 14 Kreuzwegbilder